# Gnidia caffra
Gnidia caffra är en tibastväxtart som beskrevs av Carl Daniel Friedrich Meisner. Gnidia caffra ingår i släktet Gnidia och familjen tibastväxter. Inga underarter finns listade i Catalogue of Life.